# ハスコヴォ

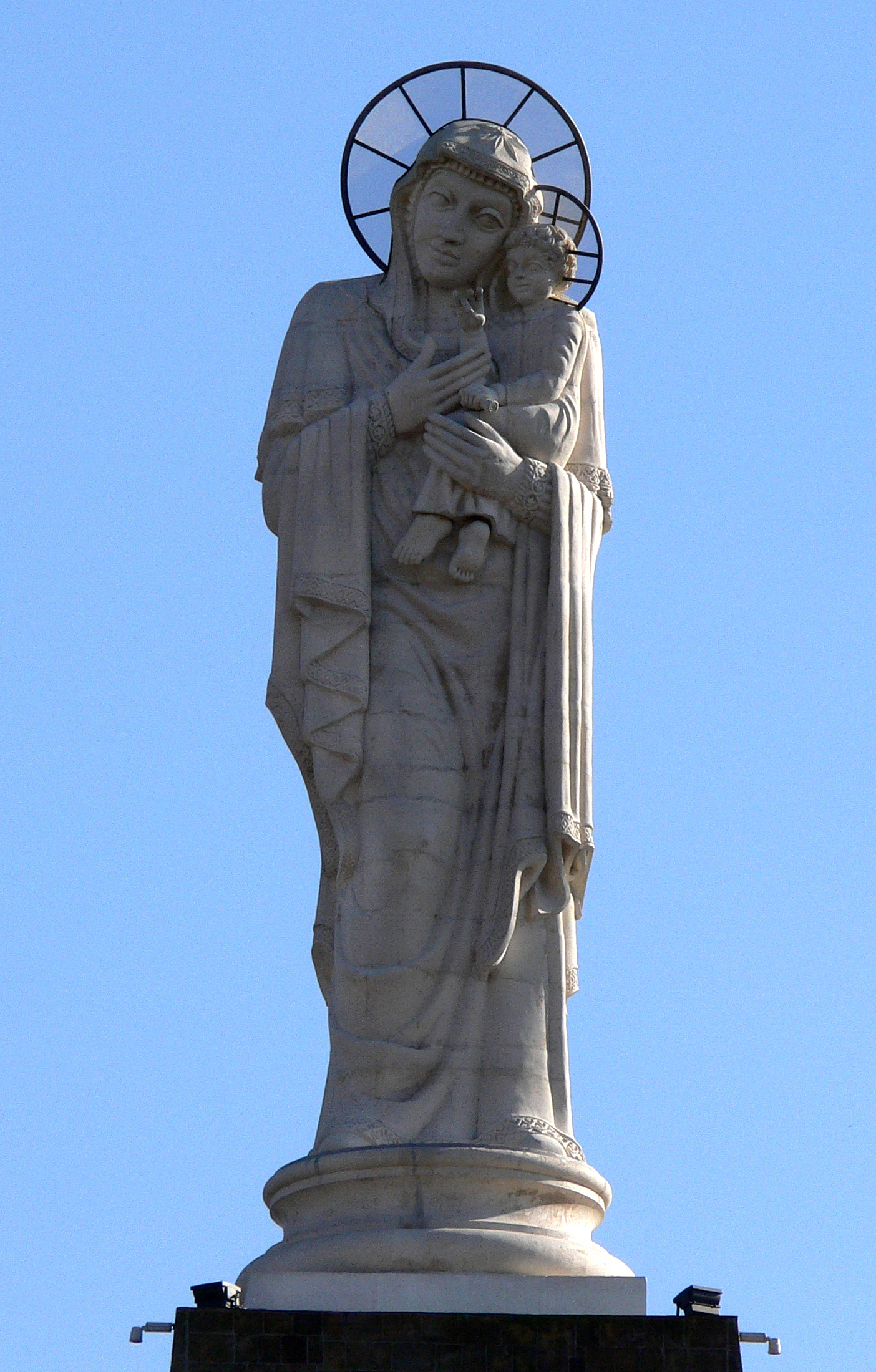
世界最大の生神女マリヤの像

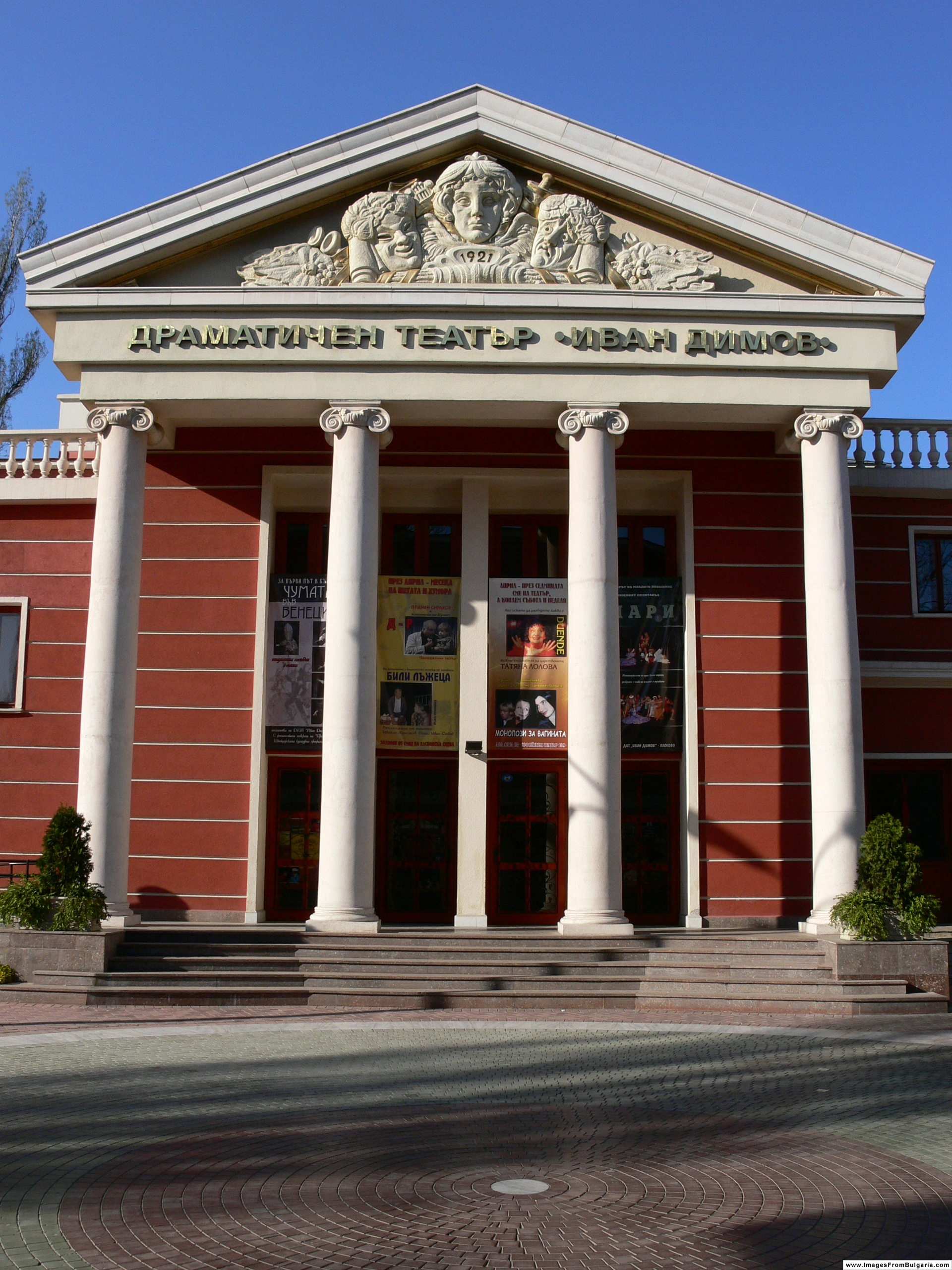
イヴァン・ディモフ・ドラマ劇場（1921年）

ハスコヴォ（ブルガリア語:Ха̀сково / Haskovo、トルコ語ではハスキョイ:Hasköy）はブルガリア中南部の都市、およびそれを中心とした基礎自治体であり、ハスコヴォ州に属する。ギリシャやトルコへの国境へも近く、その人口は2009年6月の時点で8万人強である。
1985年に町の1000周年が祝福され、この時のために新しい時計塔が建てられた。市内には、オスマン帝国時代の有名な国際交易市場のあったウズンジョヴォ（Узунджово / Uzundzhovo）村がある。

## 歴史
考古学的調査によると、ハスコヴォ地域には7千年前から人の居住が確認できる。ハスコヴォとその周辺には、先史時代からのトラキア人、古代ギリシア、古代ローマ、東ローマ帝国の時代の人の居住の痕跡が保存されている。
9世紀の第一次ブルガリア帝国の時代、ハスコヴォに要塞が築かれ、やがて町へと発展した。ハスコヴォ市内のクロコトニツァ（Клокотница / Klokotnitsa）とハルマンリイスカ川（Харманлийска / Harmanliyska）、マリツァ川（Марица / Maritsa）にはさまれた一帯に最初の町が築かれた。
1395年、バルカン半島では最も初期の部類に入るエスキ・モスク（エスキ・ジャミ Eski cami、「古いモスク」の意）が築かれた。そのミナレットは傾いて立っている。

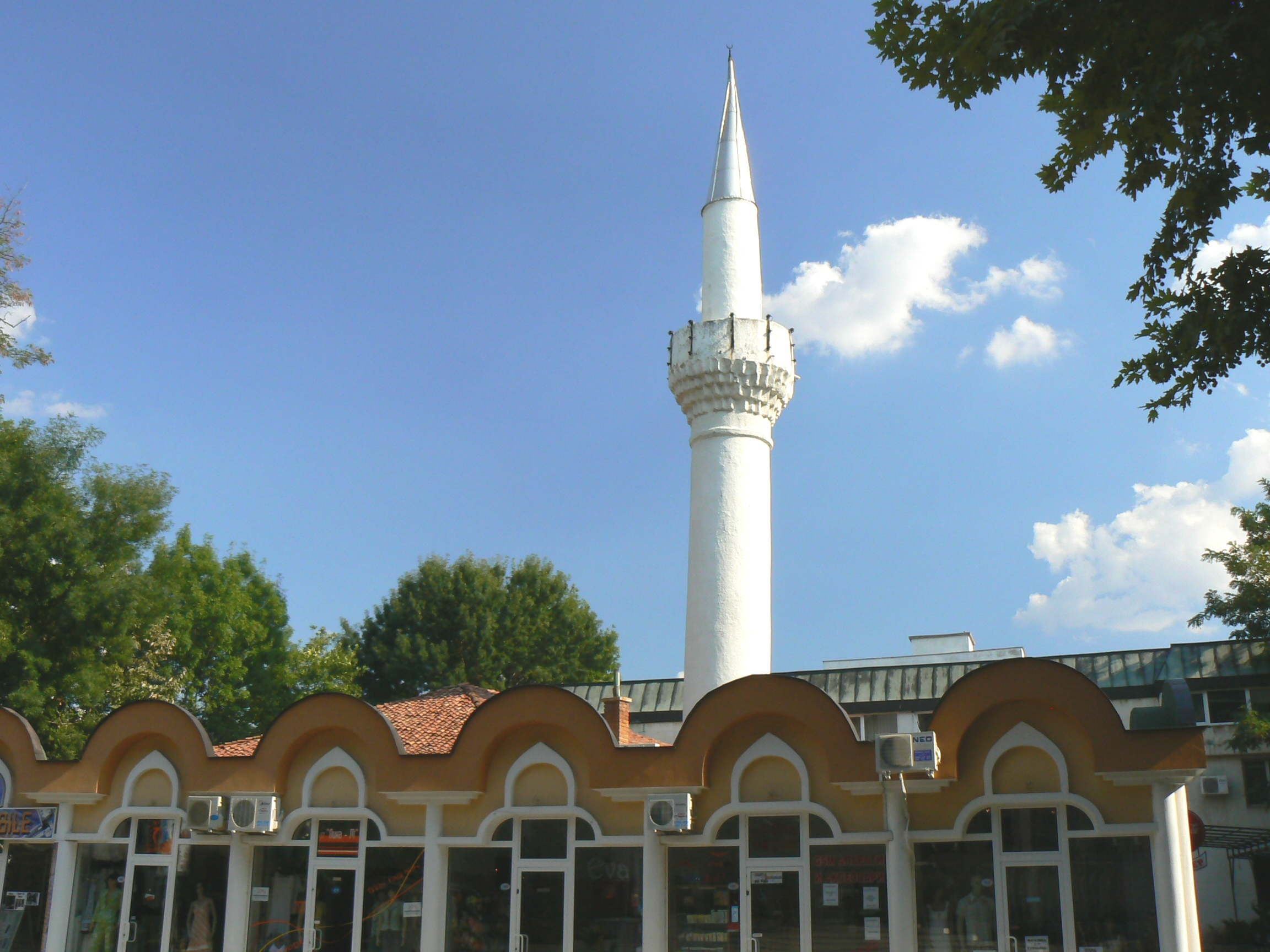
エスキ・モスク（1395年）のミナレット

1782年、この町はマルサ（Marsa）と呼ばれていた。「ハスキョイ」の名前は、アラビア語で所有地を意味するhasと、トルコ語で村を意味するköyに由来すると考えられている。一方、hasはもともとトルコ語で「清浄」を意味しているとの説もある。ブルガリア民族復興の時代、この町は「清浄な町」と呼ばれていたこともこの説の証左となっている。トルコ語で村を意味するköyの部分は、ブルガリア語（スラヴ諸語）での地名をあらわす接尾語の「-ovo」に置き換えられ、現在の「ハスコヴォ」の名前が形作られた。
19世紀に多くのブルガリア人がこの地に定住した。この当時、ハスコヴォはエディルネ、エノス（Enos）、そしてイスタンブールへと続く交易路であった。やがて、この地はコットン製品、絹繊維、カーペットの産地として名声を得るようになっていった。
1878年のブルガリア解放以降、ハスコヴォは質の高いタバコの産地となった。しかし、有力なタバコ生産会社のBTハスコヴォが閉鎖して以降、この地域でタバコは生産されていない。今日、食品や機械、繊維の生産が産業の主力となっている。
南極大陸、サウス・シェトランド諸島、グリニッジ島のハスコヴォ洞窟（Haskovo Cove）は、この街にちなんで命名された。

## 文化
ハスコヴォの生活文化の一翼を担うものとして、イヴァン・ディモフ・ドラマ劇場（Драматично-куклен театър „Иван Димов“）や、歴史博物館、画廊などがある。毎年、近隣のケナナ（Кенана / Kenana）公園にて、キトナ・トラキヤ（Китна Тракия / Kitna Trakiya）民族歌唱舞踊祭が催されている。
2003年に、高さ32メートルの生神女マリヤ（イエスの母マリア）と幼いイイスス・ハリストス（イエス・キリスト）の像が近くの青年の丘に完成した。像は、ハスコヴォの祭日である9月8日の生神女誕生祭の日に祝福された。像は、ギネス・ワールド・レコーズによって、世界最大の生神女の像として記載された。
街の中心は2000年代に入ってから多くの投資や開発が進められている。
市街地を外れたハスコヴォ市内の見所としては、古代トラキア人のアレクサンドロヴォ墳墓（Aleksandrovo tomb）や、ウズンジョヴォ（Узунджово / Uzundzhovo）でオスマン帝国時代にモスクとして建てられた生神女就寝聖堂（Church of the Assumption）などがある。

## 交通
- ハスコヴォ・トロリーバス

## 町村
ハスコヴォ基礎自治体（Община Родопи）にはその中心であるハスコヴォをはじめとする、以下の町村（集落）が存在している。
| - Александрово - Брягово - Войводово - Въгларово - Гарваново - Големанци - Горно Войводино - Гълъбец - Динево - Долно Войводино - Долно Големанци - Елена - Зорница - Клокотница - Книжовник - Козлец - Конуш - Корен - Криво поле | - Любеново - Малево - Манастир - Мандра - Маслиново - Момино - Николово - Нова Надежда - Орлово - Подкрепа - Родопи - Стамболийски - Стойково - Текето - Тракиец - Узунджово - Хасково - Широка поляна |

## 出身者
- タネ・ニコロフ（1873年 - 1947年）、内部マケドニア革命組織の革命家
- アセン・ズラタロフ（1885年 - 1936年）、化学者
- ネデャルカ・シメオノヴァ（1901年 - 1959年）、ヴァイオリニスト
- スタニミル・ストイロフ（1967年 - ）サッカー選手
- エシル・デュラン（1969年 - ）ポップ・フォーク歌手
- グリゴール・ディミトロフ（1991年 - ）テニス選手。2008年のウィンブルドンと全米オープンのジュニア・チャンピオン

## 姉妹都市
- アビントン（Abington, Pennsylvania）、USA
- アレクサンドルーポリ、ギリシャ
- エディルネ、トルコ
- エンゲーラ（Enguera）、スペイン
- レスター、イングランド、イギリス
- ノヴァーラ、イタリア
- タシュケント、ウズベキスタン

## 画像

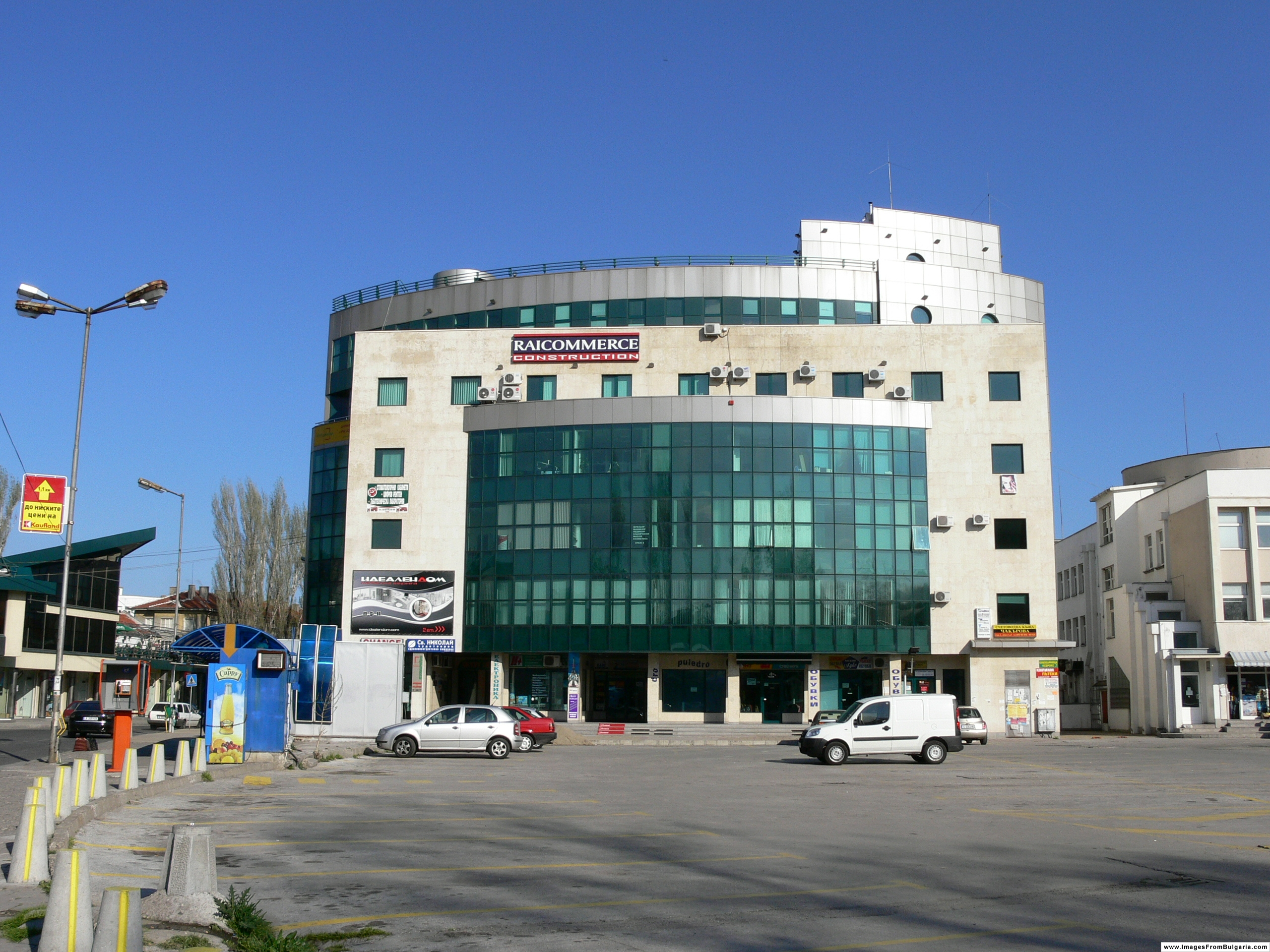
新しいオフィルビル
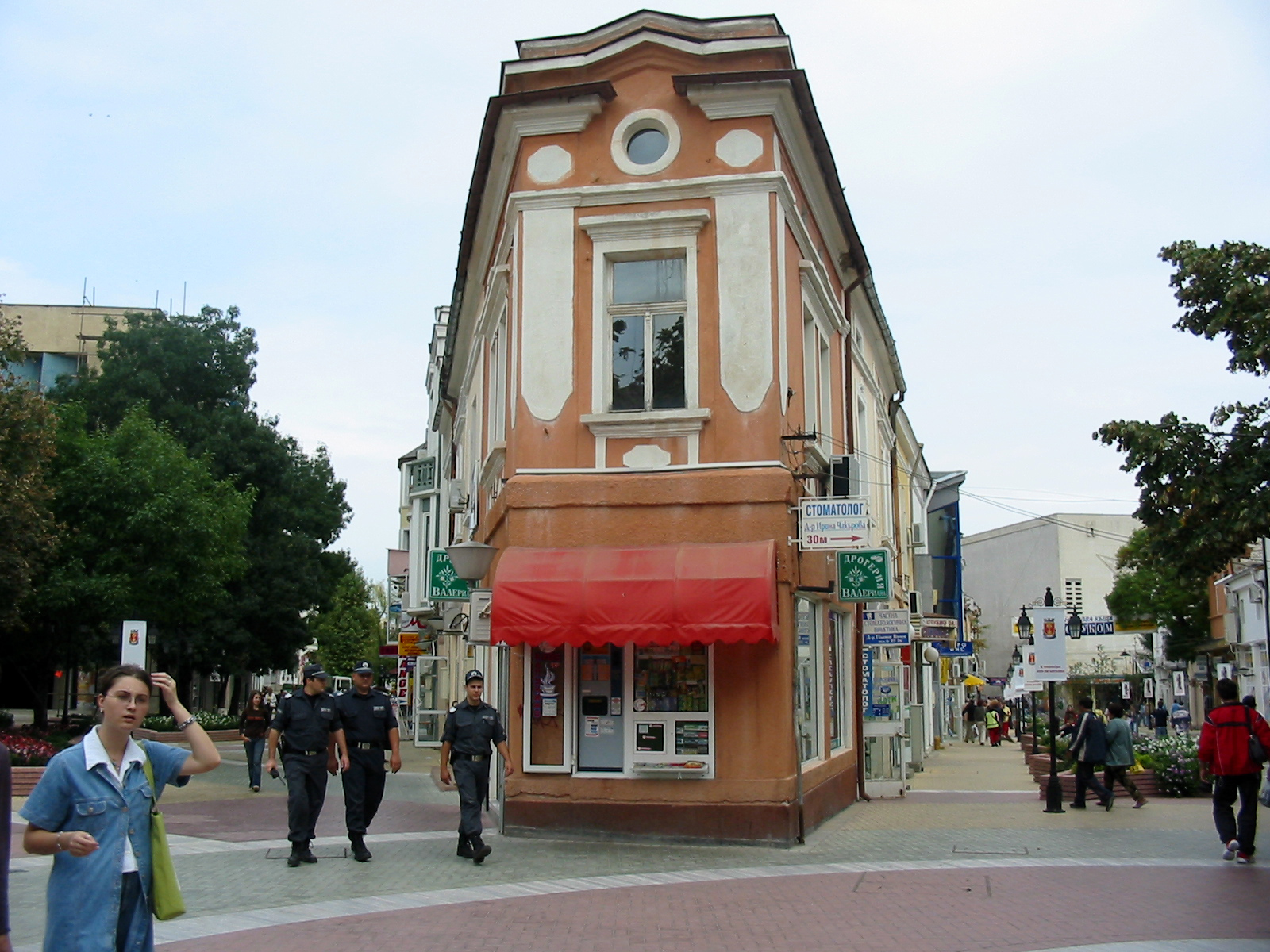
街の中心部
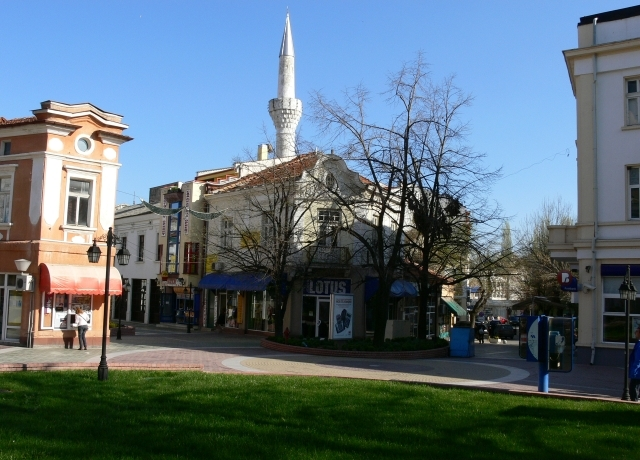
街の中心部
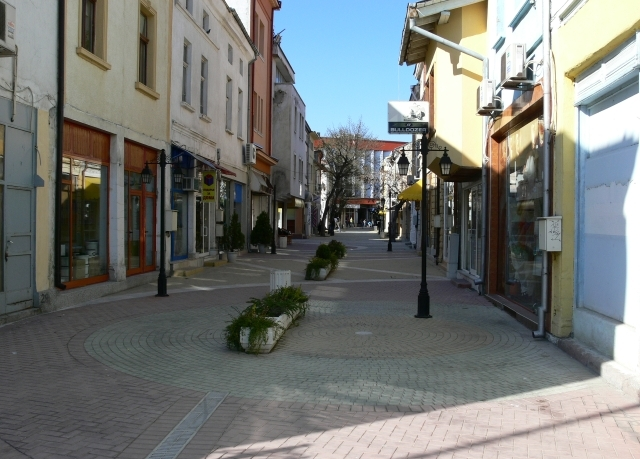
路地
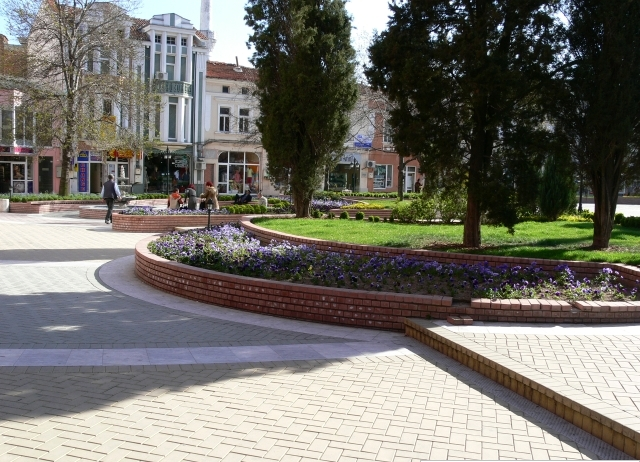
広場
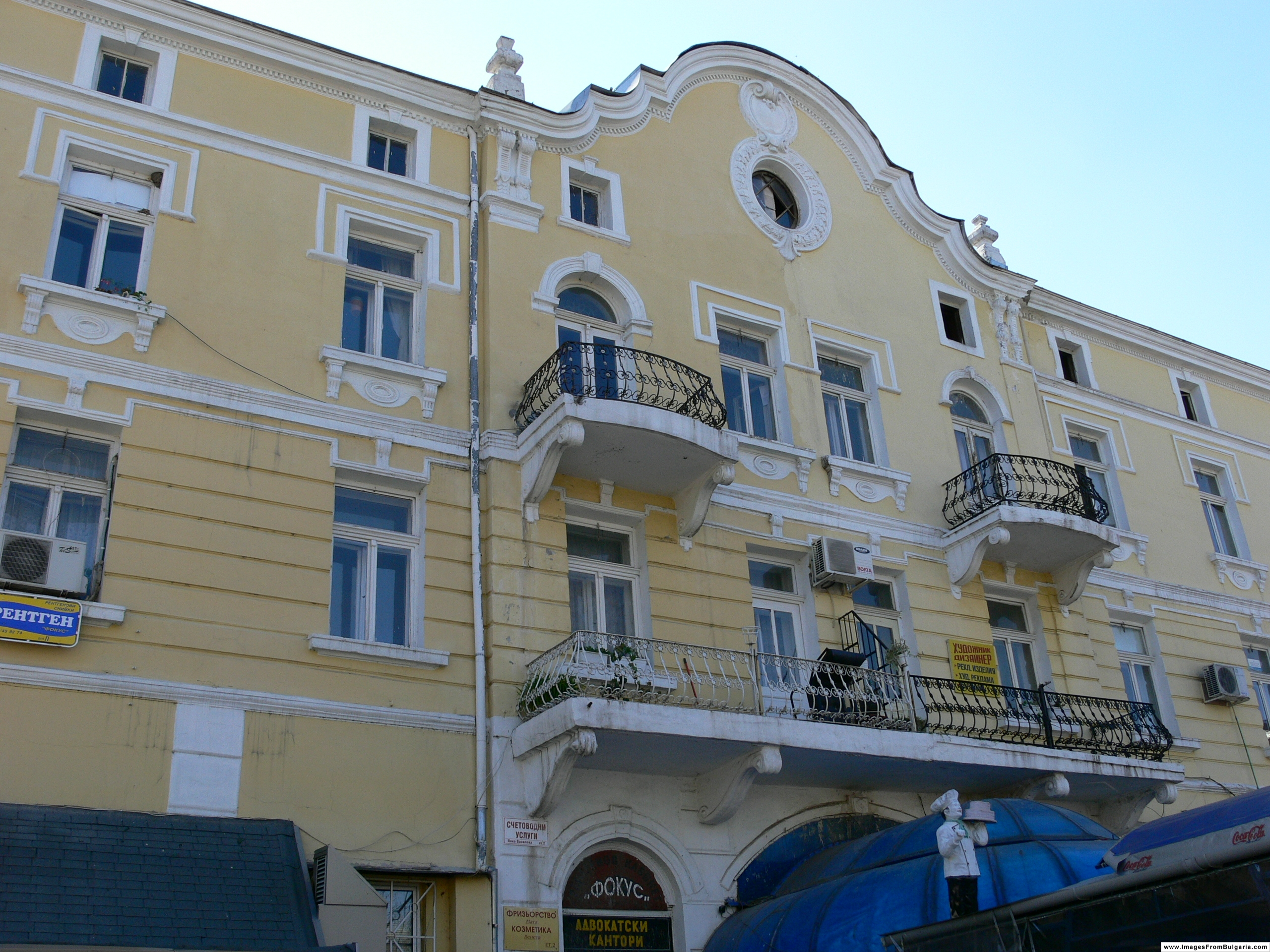
建物
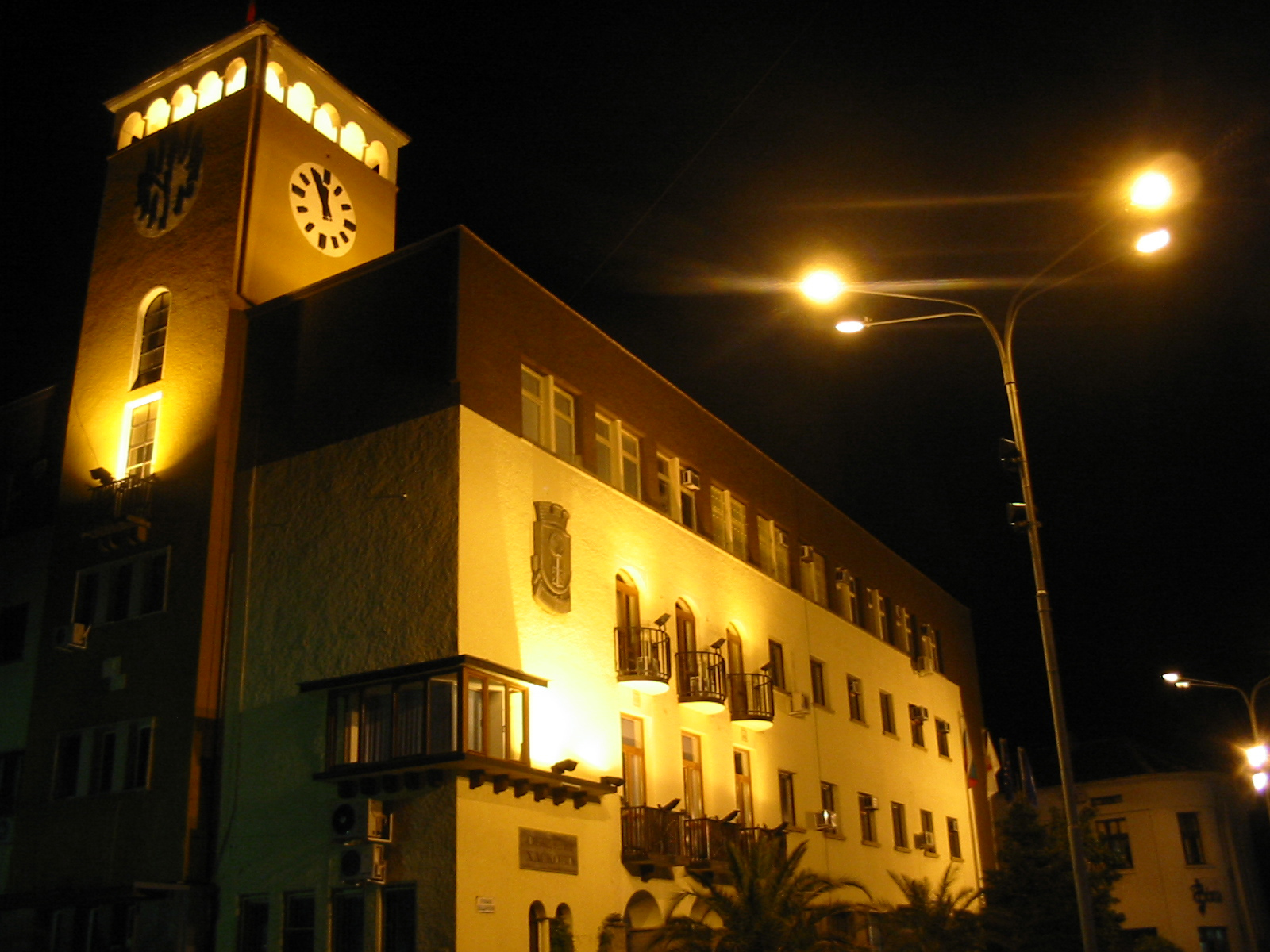
市役所
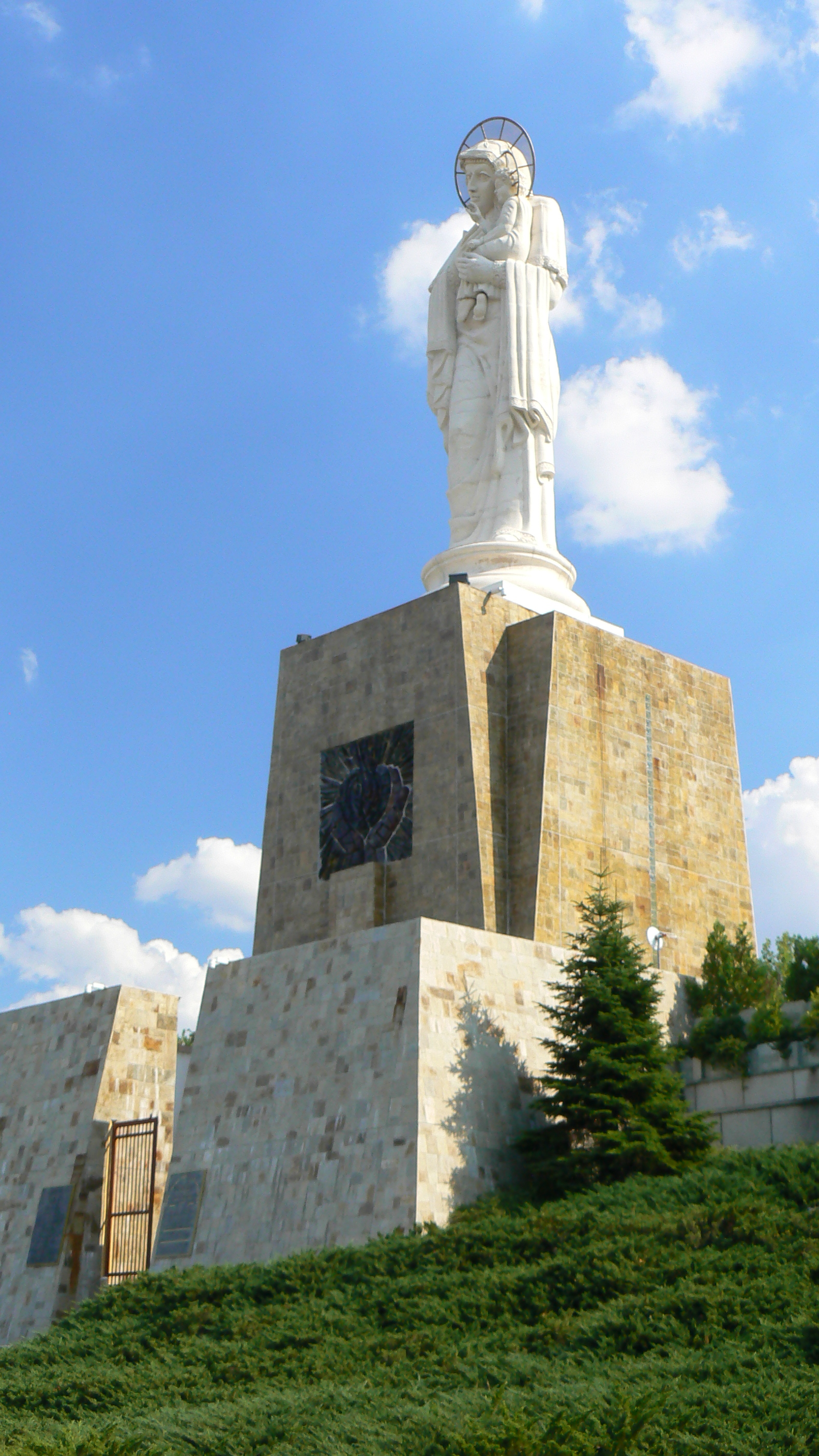
生神女マリヤの像